# Истерн (футбольный клуб)
«Истерн Спортс Клаб» (кит. трад. 東方體育會) — гонконгский профессиональный футбольный и баскетбольный (англ.) клуб.
Футбольная команда известна как «ФК Истерн» (кит. трад. 東方足球隊) (в настоящее время по имени спонсора именуемая как «Истерн Лонг Лайонс») (кит. трад. 東方龍獅足球隊) и играет в Премьер-лиге Гонконга.

## История

### Ранняя история
В 1925 году группа рабочих, строящих Чайна-билдинг в районе Сентрал, образовала китайскую футбольную команду. Два года спустя, в 1927 году, клуб сменил своё название на «Истерн Атлетик Ассоциэйшн», позиционировавший себя как китайский футбольный клуб, и вошел во Второй дивизион Гонконга.
По итогам сезона 1931/32 «Истерн» изначально получил право на повышение, но отказался. В сезоне 1936/37 клуб дебютирует в Первом дивизионе, финишировав на 11-м месте.

### 1940—1990
«Истерн» завоевал свой первый трофей в истории в 1940 году, выиграв Кубок лиги, в финале со счетом 2:1 победив клуб «Саут Чайна». Однако это не спасло команду от вылета во Второй дивизион, где команда и находилась, пока не вернулась в сезоне 1948/49 в высший дивизион чемпионата Гонконга.
В 50-х годах 20 века «Истерн» впервые добивается неплохих результатов в чемпионате. Клуб выиграл Первый дивизион впервые в сезоне 1955/56 и дважды добился победы в Кубке лиги. Также в этом десятилетии легенда гонконгского футбола Лам Шёнйи впервые подписал контракт с «Истерном» и дебютировал в Первом дивизионе. Лам четырежды на протяжении всей своей карьеры играл в Истерне, хотя серебро клуба ускользнуло от него, когда он играл за другие клубы.
В течение 1960-х и 1970-х годов большинство средств «Истерна» поступали от протайваньских спонсоров, в то время как их соперники клуб «Хэппи Вэлли» получали спонсорскую поддержку от прокитайских группировок. Интенсивное соперничество между клубами в этот период СМИ называли как «Китайская гражданская война».
В сезоне 1981/82 клуб возглавил бывший капитан сборной Англии и обладатель Кубка мира Бобби Мур. Он привел в клуб известных английских игроков, таких как обладатель Кубка мира 1966 Алан Болл и Грэм Пэддон. Они выступали за команду в начале 80-х годов. «Истерн» был способен привлекать таких игроков из-за их большого бюджета, финансируемого миллиардером Питером Ламом. Этой команде удалось выиграть два Кубка лиги и Кубок Гонконга в 80-х годах, однако она так и не смогла завоевать чемпионский титул Первого дивизиона.

### Господство Истерна
После сезона 1990/91 обладатель бронзовых медалей чемпионата клуб Лаи Сан объявил, что он выходит из первого дивизиона. Это стало катализатором для господства «Истерна» в первой половине 90-х годов, так как многие бывшие игроки Лаи Сан нашли себе пристанище в «Истерне». Начиная со второго места в сезоне 1991/92, клуб начал доминирование в гонконгском футболе, выиграв последовательно три чемпионата страны между 1992 и 1995 годом.
К сожалению, из-за массового сокращения спонсорских доходов с сезона 1995/96 «Истерн» потерял многих из своих лучших игроков и был вынужден подписать молодых и менее опытных игроков. Год спустя клуб вылетел из Первого дивизиона, заняв в нём последнее место, и вернулся во Второй дивизион впервые с 1948 года.

### Падение и последующий взлет
В последующие десять лет после вылета в 1996 году «Истерн» находился во Втором дивизионе. Клуб финишировал в нижней части таблицы в сезоне 2002/03 и опустился в Третий дивизион. В конечном итоге клуб смог переломить ситуацию, выиграв чемпионский титул Третьего дивизиона в сезоне 2004/05, и вернулся на второй уровень гонконгского футбола.
По итогам сезона 2006/07 «Истерн» должен был быть понижен до Третьего дивизиона, но вмешалась Футбольная ассоциация Гонконга и пригласила клуб в Первый дивизион на сезон 2007/08 при условии получения достаточной спонсорской помощи. Это выглядело маловероятным, что команда сможет это сделать и вернуться в Первый дивизион, однако клуб подтвердил свое участие в июле 2007 года.
После двух сезонов в высшей лиге «Истерн» решил самостоятельно перейти в третий дивизион по итогам сезона 2009/10 из-за финансовых трудностей. После понижения в классе на два года клуб наконец-то в течение сезона 2011/12 выиграл все 18 своих матчей и закончил сезон чемпионским титулом.
По итогам сезона 2012/13 «Истерн» был переведен обратно в Первый дивизион, после того как занял третье место во Втором дивизионе.
В апреле 2016 года «Истерн» выиграл Премьер-лигу 2015/16 под руководством Чжань Юаньдин. «Истерн» стал первым профессиональным мужским футбольным клубом, который выиграл национальный чемпионат под руководством женщины. Чжань проиграла только одну игру в сезоне 2015/16 с момента своего назначения.
В сезоне 2016/17 «Истерн» победил клуб «Китчи» со счетом 3:1 в матче за Суперкубок. Клуб также дошел до финала Кубка лиги, прежде чем проиграть «Китчи» со счётом 2:1 на стадионе «Гонконг». Также клуб выдал в сезоне длинную беспроигрышную серию в чемпионате, которая закончилась в финальном туре, когда «Истерн» проиграл «Китчи» со счётом 4:1 и закончил чемпионат лишь вторым. Этот сезон также отмечен тем, что впервые гонконгский клуб выступал в Лиге чемпионов АФК. «Истерн» закончил кампанию в Лиге чемпионов с одним очком в шести матчах, заняв последнее место в группе.

## Текущий состав
| №  |               | Поз. | Имя             | Год рождения |
| -- | ------------- | ---- | --------------- | ------------ |
| 1  | Флаг Гонконга | Вр   | Ип Хунфай       | 1990         |
| 3  | Флаг Бразилии | ПЗ   | Диего Эли       | 1986         |
| 4  | Флаг Испании  | Защ  | Хосе Анхель     | 1989         |
| 5  | Флаг Гонконга | Защ  | Клейтон         | 1988         |
| 6  | Флаг Гонконга | ПЗ   | Лау Холам       | 1993         |
| 7  | Флаг Гонконга | ПЗ   | Чхёй Таксёй     | 1987         |
| 8  | Флаг Бразилии | ПЗ   | Робсон          | 1988         |
| 9  | Флаг Испании  | Нап  | Мануэль Бледа   | 1990         |
| 10 | Флаг Гонконга | Нап  | Лам Кавай       | 1985         |
| 11 | Флаг Бразилии | Нап  | Эвертон Камарго | 1991         |
| 12 | Флаг Гонконга | Защ  | Чхан Чихау      | 1991         |
| 13 | Флаг Гонконга | Защ  | Чён Киньфун     | 1984         |
| 14 | Флаг Гонконга | Защ  | Чен Кинхоу      | 1989         |
| 16 | Флаг Гонконга | Вр   | Хо Куокчхюнь    | 1977         |

| №  |               | Поз. | Имя             | Год рождения |
| -- | ------------- | ---- | --------------- | ------------ |
| 17 | Флаг Гонконга | Нап  | Лэй Хонлим      | 1983         |
| 19 | Флаг Гонконга | ПЗ   | Иу Хоумин       | 1995         |
| 20 | Флаг Гонконга | ПЗ   | Лам Хокхэй      | 1991         |
| 21 | Флаг Гонконга | Защ  | Чхан Камтхоу    | 1989         |
| 22 | Флаг Гонконга | Защ  | Че Лонхинь      | 1995         |
| 23 | Флаг Гонконга | ПЗ   | Джеймес Макки   | 1987         |
| 26 | Флаг Гонконга | Вр   | Лиу Фуюнь       | 1990         |
| 29 | Флаг Гонконга | ПЗ   | Лён Чаньпон (С) | 1986         |
| 30 | Флаг Гонконга | Защ  | Вон Чихоу       | 1994         |
| 33 | Флаг Гонконга | Вр   | Лён Юхоу        | 1993         |
| 34 | Флаг Гонконга | ПЗ   | Чхань Чинхим    | 1998         |
| 41 | Флаг Японии   | Защ  | Юсуке Игава     | 1982         |
| 42 | Флаг Гонконга | ПЗ   | Ю Чинам         | 1998         |
| 77 | Флаг Гонконга | ПЗ   | Навид Хан       | 2000         |

## Достижения

### Лига
- Премьер-лига/Первый дивизион (До 2014 года, Первый дивизион был высшем уровнем футбольного соревнования в Гонконге)

Чемпионы (5): 1955/56, 1992/93, 1993/94, 1994/95, 2015/16
Второе место (4): 1986/87, 1991/92, 2014/15, 2016/17
- Второй дивизион (2 уровень)

Чемпионы (2): 1947/48, 2012/13
- Третий дивизион (Третий уровень)

Чемпионы (4): 2004/05, 2009/10, 2010/11, 2011/12

### Кубки
- Кубок Гонконга

Победитель (4): 1983/84, 1992/93, 1993/94, 2013/14
Финалист (2): 1994/95, 2014/15
- Кубок Лиги

Победитель (10): 1939/40, 1952/53, 1955/56, 1981/82, 1986/87, 1992/93, 1993/94, 2007/08, 2014/15, 2015/16
Финалист (2): 1947/48, 1971/72

## Выступления в Азиатских кубках
| Сезон | Кубок                     | Раунд                              | Соперник               | Дома | На выезде | Итог    |
| ----- | ------------------------- | ---------------------------------- | ---------------------- | ---- | --------- | ------- |
| 1994  | Азиатский кубок чемпионов | Первый раунд                       | Верди Кавасаки         | 1-0  | 1-3       | 2-3     |
| 1995  | Азиатский кубок чемпионов | Первый раунд                       | Верди Кавасаки         | 0-3  | 0-3       | 0-6     |
| 2009  | Кубок АФК                 | Группа G                           | Чонбури                | 2-1  | 1-4       | 3 место |
| 2009  | Кубок АФК                 | Группа G                           | Ханой АКБ              | 3-0  | 0-3       | 3 место |
| 2009  | Кубок АФК                 | Группа G                           | Кедах                  | 3-3  | 0-2       | 3 место |
| 2017  | Лига чемпионов АФК        | Группа G                           | Гуанчжоу Эвергранд     | 0-6  | 0-7       | 4 место |
| 2017  | Лига чемпионов АФК        | Группа G                           | Кавасаки Фронтале      | 1-1  | 0-4       | 4 место |
| 2017  | Лига чемпионов АФК        | Группа G                           | Сувон Самсунг Блюуингз | 0-1  | 0-5       | 4 место |
| 2018  | Лига чемпионов АФК        | Отборочный Предварительный Раунд 2 | Тханьхоа               | 2-4  | 2-4       | 2-4     |